# Kult ohně u Slovanů

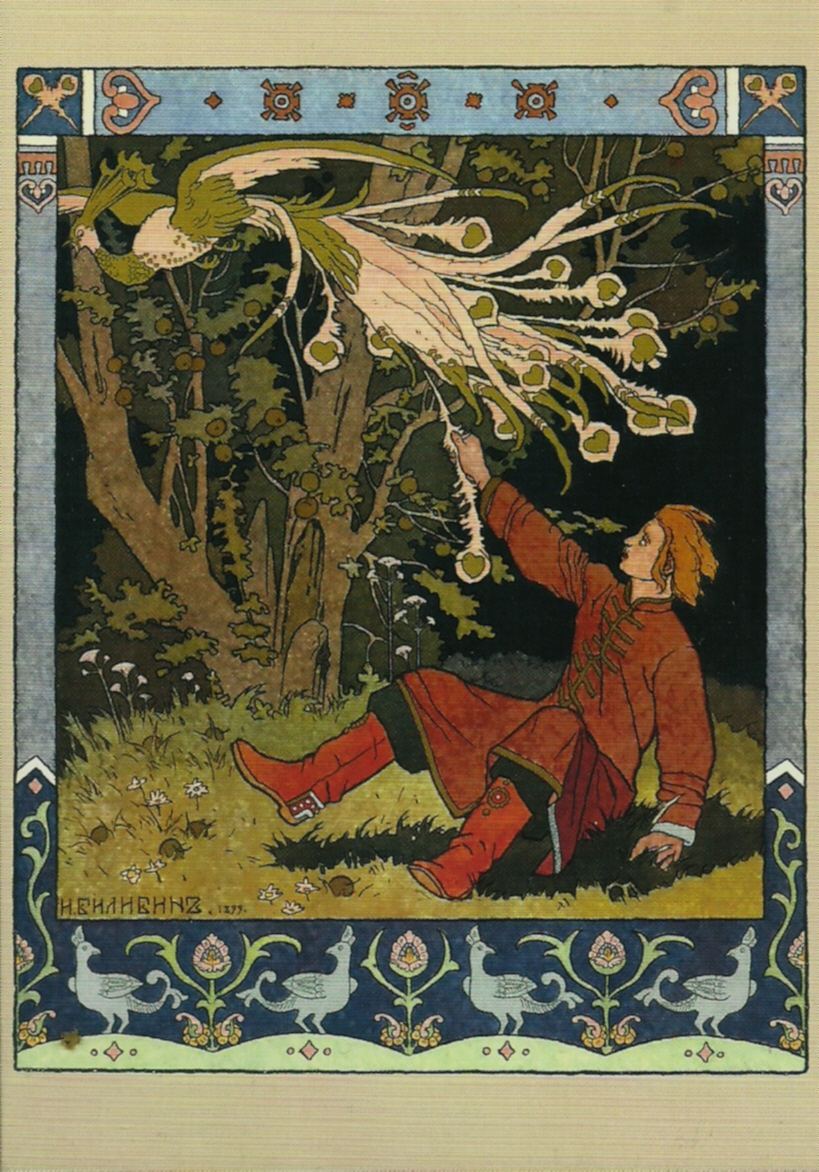
Ivan Bilibin, ilustrace ruské pohádky O ptáku Ohniváku, (1899)

Kult ohně zaujímal ve slovanském archaickém náboženství významné místo a byl nejspíše ovlivněn íránským prostředím, ačkoliv úcta k ohni je obecně indoevropská. Písemně jej dosvědčují arabské prameny, ruské traktáty z 11.-12. století, Kosmova kronika nebo Homiliář opatovický. Úcta k ohni u christianizovaných Slovanů je pravděpodobně přežitkem tohoto archaického kultu.

## Lidová kultura
Jako živý oheň, též svatý, je v lidové kultuře označován oheň rozdělaný pomocí dřívek, případně křesadla a hubky. Na Ukrajině se ohni žehnalo a obětoval se mu pokrm, poleno a hrnek vody. Do ohně se nesmělo plivat či si s ním hrát, uhasit se směl pouze chlebem a solí. V Bělorusku a na Balkáně se při stěhování přenášel starý oheň v nádobě nesené hospodářem, a zapaloval se pomocí něj oheň nový.
Oheň plnil významnou úlohu v magii, věštění, obřadech a obětováních jako prostředek k očistě a ochraně před zlými silami. Nejznámějšími příkladem je rozdělávání a přeskakování svatojánských ohňů nebo vánočního polena zvaného badnjak. V Bulharsku probíhaly ohňové tance pro zajištění úrody 21. května, na svátek sv. Konstantina a sv. Heleny, při nichž takzvaní nestinari upadali do extáze, chodili bosí po ohništi a věštili. V Rusku se kdysi chránilo před morem skákáním přes oheň z jalovce, v Rusku a Polsku mládež obíhala s pochodněmi pole, aby zajistila úrodu a zabránila krádežím obilí. Především očistnou funkci měl i dým, používaný při vykuřování. Symbolicky jako oheň fungovaly i jiskry, žhavé uhlíky, červená barva a žahavé rostliny jako kopřiva. Slované provozovali také pyromancii a kapnomancii.

## Duchové
Slované chápali oheň jako živou bytost s božskými kvalitami. S ohněm lze spojit především sluneční božstva Svaroga, Dažboga a nejspíše také polabského Svarožice, jelikož v Rusku byl jako svarožic označován posvátný oheň. S tímto živlem má souvislost také hromovládný Perun.
Mezi ohnivé duchy, známé Slovanům, patří například zmok, rarach a plivník. Tato spíše zlovolná forma domácího ducha, podobná skřítkovi, má podobu zmoklého kuřete, ale do domu vniká v podobě ohnivého koštěte, řetězu či kohouta. Jeho popis připomíná kulový blesk. Známy jsou také bludičky, bytosti v podobě modravých plaménků v bažinách, na tlejících stromech a hrobech. Mívají také podobu dětí nebo mužíčků s lucernami a kahany a zjevují se především od Dušiček po Vánoce. Nejčastěji závádí lidi do močálů, aby se tam utopili, ale někdy lidem také pomáhají, například ukážou zakopaný poklad, zvláště těm, kteří jim něco slíbí, nebo je vysvobodí z jejich prokletí. Pochází z duší nekřtěnátek či zemřelých násilnou smrtí. Podobá se jim  ohnivý muž, tedy duše hříšníka v podobě ohnivého sloupu, sudu, draka nebo plaménku v bažinách.
V ruských a běloruských pohádkách vystupuje car Oheň (Ogoň) s carevnou Malanjicí pronásledující draka Zmiluana. Východní Slované znají také Ohnivého draka (Ogněnnyj zmej), který stejně jako zmok přináší do domu bohatství. V srbských písních vystupuje také jeho syn, Drak ohnivý vlk (Zmaj ognjeni vuk), který svého otce v souboji přemáhá. Další bytostí je Pták ohnivák, rusky zvaný Žar-ptica.